# Ameivula jalapensis
Espèce
Synonymes
- Cnemidophorus jalapensis Colli, Giugliano, Mesquita & Franca, 2009

Ameivula jalapensis est une espèce de sauriens de la famille des Teiidae.

## Répartition
Cette espèce est endémique du Tocantins au Brésil.

## Étymologie
Son nom d'espèce, composé de jalap[ao] et du suffixe latin -ensis, « qui vit dans, qui habite », lui a été donné en référence au lieu de sa découverte, le Jalapão.

## Publication originale
- Colli, Giugliano, Mesquita & Franca, 2009 : A New Species of Cnemidophorus from the Jalapão Region, in the Central Brazilian Cerrado. Herpetologica, vol. 65, no 3, p. 311-327.